# Maurice Martin (basket-ball)
Pour les articles homonymes, voir Maurice Martin et Martin.
Maurice Martin, né le 2 juillet 1964, à Liberty, dans l'État de New York, est un ancien joueur américain de basket-ball. Il évolue aux postes d'arrière et d'ailier. Il est sélectionné par les Timberwolves du Minnesota lors de la draft d'expansion NBA 1989, mais ne jouera jamais pour eux. Il prend sa retraite de joueur à l'âge de 24 ans.

## Palmarès
- Finaliste de l'Universiade d'été de 1985
- Joueur de l'année de l'Atlantic 10 Conference 1986